# Shaanxi Steel
Shaanxi Steel (ook wel Shaangang, Chinees: 陕钢集团坚) is een grote staalgroep uit de Chinese provincie Shaanxi. Het is een staatsbedrijf in handen van de provincie.
Met een ruwstaalproductie van ruim 13 miljoen ton in 2020 is Shaanxi Steel een van de grotere staalproducenten in de wereld.

## Activiteiten
Shaanxi Steel bezit twee grote geïntegreerde staalfabrieken in de provincie Shaanxi. Ze hebben een eigen sinterfabriek, hoogovens, converters en walserijen om ijzererts te verwerken tot staalproducten. De groep produceert voornamelijk staven en betonwapening die worden gebruikt in de bouw en staaldraad waarmee onder meer meubelen worden gemaakt.
Shaanxi Longmen Steel omvat ook het mijnbouwbedrijf Shaanxi Daxigou Mining. In de regio zit een grote hoeveelheid ijzererts in de grond. De groep omvat verder een logistiek bedrijf, een fabriek waar uitrusting voor de staalfabrieken wordt gemaakt en het Xi'an Yulong International Hotel in Xi'an.

### Fabrieken
| Fabriek                 | Plaats    | Startjaar | Producten     | Ruwstaalcapaciteit |
| ----------------------- | --------- | --------- | ------------- | ------------------ |
| Shaanxi Longmen Steel   | Hancheng  | 1969      | staven        | 7,1 mt/jaar        |
| Hanzhong Steel          | Hanzhong  | 2012      | staven, draad | 3,3 mt/jaar        |
| Shaanxi Steel Indonesia | Indonesië | na 2018   |               | 7,5 mt/jaar        |

## Geschiedenis
In 1969 werden de Staalfabrieken van Hancheng opgericht. In 2002 werden ze geherstructureerd tot Shaanxi Longmen Steel. Dat jaar bereikte de staalproductie 1 miljoen ton en in 2005 2 miljoen ton.
In 2009 werd Hanzhong Steel opgericht. In 2012 werd de nieuwe staalfabriek die ervoor was gebouwd in gebruik genomen.
De Shaanxi Steel Group werd in 2009 opgericht door de provincie Shaanxi. Daarmee volgde de provincie het beleid van de centrale overheid om de vele staalfabrieken in het land te centraliseren.
Eind 2011 werd de groep een onderdeel van de Shaanxi Coal and Chemical Industry-groep. In 2012 werd Shaanxi Longmen Steel ondergebracht in de groep.
In 2018 werd in het kader van het Nieuwe Zijderoute-project van de centrale overheid in samenwerking met de Shandong Fuhai Group een grote staalfabriek gepland in Indonesië, waar het partnerbedrijf al een ijzerertsmijn uitbaatte.